# واساچ فرانت
واساچ فرانت (به انگلیسی: Wasatch Front) یک منطقهٔ مسکونی در ایالات متحده آمریکا است که در یوتا واقع شده‌است. واساچ فرانت ۲٬۱۵۶٬۰۲۷ نفر جمعیت دارد.